# 1973年リチャード・ニクソン大統領就任式
第37代アメリカ合衆国大統領のリチャード・ニクソンの2回目の就任式は、1973年1月20日土曜日にワシントンD.C.のアメリカ合衆国議会議事堂のイーストポルティコで行われた。これは47回目となる大統領就任式であり、大統領のリチャード・ニクソンと副大統領のスピロ・アグニューの2期目の始まりとなった。ニクソンとアグニューは共にこれから2年以内に辞職することとなった。1973年12月にジェラルド・フォードがアグニューに代わって副大統領に就任し、さらにその翌年にはニクソンに代わって大統領に就任した。ニクソンは2025年3月12日時点でアメリカ合衆国大統領及び副大統領の就任宣誓をそれぞれ2度行った唯一の人物である。大統領の就任宣誓及び副大統領の就任宣誓は共に最高裁判所長官のウォーレン・E・バーガーが執り行った。就任式中はハンク・フォートが作曲し、ニクソンに捧げられた曲「Look With Pride On Our Flag」が流された。

## 就任祝賀祭
就任祝賀祭は当日夜にケネディ・センターのコンサートホールで行われた。フィラデルフィア管弦楽団のユージン・オーマンディの指揮でベートーヴェンの「交響曲第5番」、コープランドの「市民のためのファンファーレ」、チャイコフスキーの序曲『1812年』といったクラシック曲が演奏された。

## リンドン・B・ジョンソンの死
ハリー・S・トルーマン第33代大統領の死から約4週間後かつニクソンの就任から2日後の1月22日、前大統領のリンドン・B・ジョンソンが心筋梗塞により64歳で亡くなった。ジョンソンはこれによりジョージ・ワシントン（ジョン・アダムズ政権下の1799年没）、ジェームズ・K・ポーク（ザカリー・テイラー政権下の1849年没）、アンドリュー・ジョンソン（ユリシーズ・S・グラント政権下の1875年没）、チェスター・A・アーサー（第1次グロバー・クリーブランド政権下の1886年没）、カルビン・クーリッジ（ハーバート・フーヴァー政権下の1933年没）に続いて史上6人目となる後任の政権下中に死亡した元大統領となった。軍就任委員会が10日間のうちに計画していた催しの多くはジョンソンの国葬のために中止された。
就任式に参加した多くの軍人が国葬にも参列した。ジョンソンの遺体は議事堂の端から端までを移動し、上院翼から入ってロタンダに運ばれて下院翼から出たが、これはイーストフロントの階段が工事中であったためである。